# Gladys Meneses
Gladys Meneses (Tucupita,estado Delta Amacuro, Venezuela, 9 de noviembre de 1938 - Lechería, estado Anzoátegui, Venezuela, 27 de julio de 2014). Artista venezolana, grabadora, escultora, vitralista, docente de arte y gestora cultural. Premio Nacional de Dibujo y Grabado, I Salón Nacional de Gráfica y Dibujo, 1972. Miembro fundador del Centro de Enseñanza de Artes Gráficas Cegra y del Taller de Artistas Gráficos Asociados Taga, ambos en Caracas.  

## Biografía
Obtiene el título de Bachiller en Filosofía y Letras de la Universidad Católica "Andrés Bello" en Caracas. 
Miembro fundador del Círculo el Pez Dorado, 1960. Fecha en que comienza a trabajar en el Grabado. 
Fue promotora cultural y desarrolló durante más de veinte ediciones el Festival a la Cruz de Mayo de Lechería. 

## Reconocimientos
- 1961 Premio Facultad de Arquitectura, "Tercera exposición nacional de dibujo y grabado", Facultad de Arquitectura y Urbanismo, UCV
- 1962 Premio José Loreto Arismendi, XXIII Salón Oficial / Premio Roma, XXIII Salón Oficial
- 1971 Premio del Ejecutivo y la Asamblea Legislativa del Estado Aragua, I Salón Nacional de Jóvenes Artistas, Maracay
- 1972 Premio Nacional de Dibujo y Grabado, I Salón Nacional de Gráfica y Dibujo, Casa de la Cultura, Maracay
- 1974 Premio Città di Ferrara, IV Bienal de la Gráfica, Florencia, Italia
- 1977 Segundo premio, I Bienal de Grabado en América, Museo Municipal de Artes Gráficas, Maracaibo / Segundo premio, "Exposición colectiva", Galería Municipal de Arte, Puerto La Cruz
- 1978 Premio Antonio Herrera Toro, XXXVI Salón Arturo Michelena
- 1980 Premio de edición, III Concurso Mundial de Gráfica, San Francisco, California, Estados Unidos
- 1981 Premio de grabado, I Bienal Regional de Artes Plásticas, Galería Municipal de Arte, Puerto La Cruz
- 1982 Premio Fundarte, II Bienal TAGA
- 1989 Premio, IV Bienal Regional de Artes Plásticas de Oriente, Galería Municipal de Arte, Puerto La Cruz
- 1992 Premio de artes gráficas, L Salón Arturo Michelena
- 1993 Premio Alejandro Otero, Dirección de Cultura del Estado Bolívar, Ciudad Bolívar

## Colecciones
- Fundación Polar, Caracas
- Gabinete de Dibujo y Grabado, Florencia, Italia
- Galería Municipal de Arte, Puerto La Cruz
- Galería de Arte Nacional, Caracas
- Museo de Bellas Artes, Caracas
- Monasterio de Güigüe, Estado Carabobo
- Museo Municipal de Artes Gráficas Balmiro León Fernández, Alcaldía de Maracaibo, Venezuela
- Universidad de Tokio, Tokio, Japón